# کاکل‌فری
کاکُل‌فِریان (نام علمی: Cracinae) یا کوراسوها (curassows) نام یک زیرخانواده از تیره گوش‌خراشان است.

## طبقه‌بندی
- سرده کاکل‌فری‌های شبانه
  - کاکل‌فری شبانه، Nothocrax urumutum
- سرده کاکل‌فری‌های آمریکای جنوبی Mitu
  - کاکل‌فری بی‌تاج، Mitu tomentosum
  - کاکل‌فری آلاگوآس، Mitu mitu - گونه منقرض‌شده در حیات وحش (اواسط دهه ۱۹۸۰)
  - کاکل‌فری سلوین، Mitu salvini
  - کاکل‌فری نوک‌تیغی، Mitu tuberosum
- سرده کاکل‌فری‌های کلاه‌پوش – Helmeted curassows
  - کاکل‌فری کلاه‌پوش، or Northern Helmeted Curassow Pauxi pauxi
  - کاکل‌فری شاخ‌دار or Southern Helmeted Curassow, Pauxi unicornis
  - کاکل‌فری سیرا، Pauxi koepckeae
- سرده کاکل‌فری‌های کرگ‌سان (Crax)
  - کاکل‌فری بزرگ،  Crax rubra
  - کاکل‌فری نوک‌آبی،  Crax alberti
  - کاکل‌فری تاج‌زرد، Crax daubentoni
  - کاکل‌فری غبغب‌دار، Crax globulosa
  - کاکل‌فری نوک‌سرخ، Crax blumenbachii
  - کاکل‌فری رخ‌برهنه،  Crax fasciolata
  - کاکل‌فری سیاه، Crax alector